# Juan Vicente Bolívar Palacios
 (signalé en juin 2025).
Si vous disposez d'ouvrages ou d'articles de référence ou si vous connaissez des sites web de qualité traitant du thème abordé ici, merci de compléter l'article en donnant les références utiles à sa vérifiabilité et en les liant à la section « Notes et références ».
- Archive Wikiwix
- Bing
- Cairn
- DuckDuckGo
- E. Universalis
- Gallica
- Google
- G. Books
- G. News
- G. Scholar
- Persée
- Qwant
- (zh) Baidu
- (ru) Yandex
- (wd) trouver des œuvres sur Wikidata

Pour les articles homonymes, voir Bolívar.
Juan Vicente Bolívar Palacios, de son nom complet Juan Vicente Antonio de la Trinidad Fernando Simón, né le 30 mai 1781 à Caracas au Venezuela et mort en août 1811 dans les Bermudes, était l'un des frères de Simón Bolívar. Il a participé à la conjuration des Mantuanos (es) et fut diplomate au service de la Junte suprême de Caracas.